# Corona-Auszeit für Familien
Das Programm Corona-Auszeit für Familien oder Corona-Auszeit wurde von der Bundesregierung im Rahmen des „Aktionsprogramms Aufholen nach Corona für Kinder und Jugendliche“ beschlossen und wurde für die Jahre 2021 und 2022 mit einem Budget von insgesamt 50 Mio. € ausgestattet. Das Programm startete am 23. September 2021, drei Tage vor der Bundestagswahl 2021 und endete am 31. Dezember 2022.

## Ziele
Als Ziel wurde formuliert: „Um durch die COVID-19-Pandemie verursachte familiäre Belastungen abzufedern, wird Familien mit niedrigeren Einkommen und Familien mit Angehörigen mit einer Behinderung eine Auszeit in gemeinnützigen Familienferienstätten und weiteren für die Familienerholung geeigneten gemeinnützigen Einrichtungen ermöglicht.“

## Umfang der Förderung
Der Zuschuss konnte ab dem 1. Oktober 2021 einmal jährlich für die Jahre 2021 und 2022, also bis zu zweimal, in Anspruch genommen werden. Über das Programm wurden 90 % der Übernachtungs- und Verpflegungskosten in teilnehmenden Einrichtungen übernommen. Ebenfalls umfasste die Förderung ein (freizeit-)pädagogisches Angebot, das Familien in den jeweiligen Einrichtungen kostenlos in Anspruch nehmen konnten. Das je nach Einrichtung variierende Angebot an Freizeitaktivitäten umfasste neben begleiteten Wanderungen und Ausflügen, Sport- und Spielangebote, naturpädagogische Inhalten auch eine große Bandbreite an kreativen und musischen Workshops sowie Gesprächsrunden für Eltern.

## Geförderte Einrichtungen
Die „Corona-Auszeit für Familien“ wurde in insgesamt 125 Einrichtungen deutschlandweit angeboten. Dabei handelt es sich um Familienferienstätten, die in der Bundesarbeitsgemeinschaft für Familienerholung organisiert sind oder familienzertifizierte Jugendherbergen. Hinzu kamen einige weitere für die Familienerholung geeigneten gemeinnützigen Einrichtungen. Dass im Internet unterschiedliche Angaben hinsichtlich der Anzahl an teilnehmenden Einrichtungen kursiert, ist darauf zurückzuführen, dass parallel zur bereits laufenden „Corona-Auszeit“ kontinuierlich neue Einrichtungen für eine Teilnahme gewonnen werden konnten.

## Voraussetzungen
Neben den grundsätzlichen Voraussetzungen, dass die Familie ihr Hauptwohnsitz in Deutschland haben muss und für Kinder ein Anspruch auf Kindergeld bestehen muss, wird geprüft, ob:
- ein Kind einen Grad der Behinderung von mindestens 50 hat oder
- ein Elternteil einen Grad der Behinderung von mindestens 50 hat oder
- für die Familie das Brutto-Jahreseinkommens einen bestimmten Schwellwert nicht überschreitet

Die Schwellwerte bei der Prüfung des Brutto-Jahreseinkommens sind abhängig von der Zahl der Familienangehörigen und dem Alter der Kinder und orientiert sich an den Regelbedarfsstufen nach § 28 SGB XII.
Durch die Begrenzung der Fördermittel auf 50 Mio. € und die nur begrenzt verfügbaren freien Plätzen in den teilnehmenden Einrichtungen, besteht kein Rechtsanspruch auf die Teilnahme an dem Programm.

## Rezeption
Die Präsidentin des VdK, Verena Bentele äußerte sich skeptisch, ob das Programm ankommt: „Unsere Erfahrung ist, dass gerade und insbesondere Menschen mit wenig Geld auch wenig Zeit haben, sich für so ein Programm zu bewerben und wenige Kenntnisse haben, mit dem Bürokratiedschungel zurechtzukommen.“ Diese Befürchtung stellte sich als unberechtigt heraus. Durch das Beratungs- und Serviceangebot, in Form von Erklärvideos, Formularen in einfacher Sprache und der an sechs Tagen wöchentlich erreichbaren Service-Hotline des Verbandes der Kolpinghäuser wurden Familien detailliert und niedrigschwellig bei der Antragsstellung unterstützt. Die Nachfrage der Familien überstieg das Angebot bei Weitem.